# 長田紀生
長田 紀生（おさだ のりお、1942年1月10日 - ）は、日本の脚本家、映画監督である。別名として、青山 剛（あおやま ごう）がある。日本シナリオ作家協会会員。脚本を提供した連続テレビ映画『キャプテンウルトラ』では主題歌の作詞も手がけ、脚本家としての初期の代表作『修羅雪姫』では挿入歌の作詞・作曲も手がけた。

## 人物・来歴
1942年（昭和17年）1月10日、中華民国北京市に生まれる。父は南満州鉄道（満鉄）勤務であったため同地で育ったが、1945年（昭和20年）8月15日に第二次世界大戦が終結、1946年（昭和21年）には内地に引揚げた。
早稲田大学第一文学部演劇科に進学。演劇科の同級に大原清秀、やまさき十三、松本幸四郎、小林勝也、呉徳洙、北村皆雄、シュミット村木眞寿美ら。在学中に飯島正教授指導の下に映画ゼミナールを立ち上げ、映画『市民ケーン』を大原清秀と共同で脚色し、戯曲としての同作を日本で初演する。大原とはのちに『修羅雪姫 怨み恋歌』（監督藤田敏八、1974年）で共同脚本を執筆した。
1965年（昭和40年）3月、先の『市民ケーン』の戯曲が東映のプロデューサーに認められ、大学卒業するとともに、東映と専属脚本家契約を締結する。東映東京撮影所脚本課に所属。笠原和夫は1963年6月に東映を退社していたが、当時の東映脚本課は、鈴木尚之を筆頭に、神波史男、松田寛夫、小野竜之介、松本功、掛札昌裕、大原清秀らが在籍し、さながら梁山泊の趣であった。
1966年（昭和41年）10月30日に公開された『地獄の掟に明日はない』（監督降旗康男）の脚本を高岩肇と共同執筆したのが、公式なデビュー作とされる。1967年（昭和42年）4月に放映が始まった連続テレビ映画『キャプテンウルトラ』では、同月23日放映の第2話『宇宙ステーション危機一発 怪星ロケットギンダーあらわる』（監督佐藤肇）を初めとして6作の脚本を手がけ、冨田勲が作曲した主題歌『キャプテンウルトラ』、『宇宙マーチ』、『ハックとジョー』に歌詞を提供している。同年10月に放映が始まった連続テレビ映画『ローンウルフ 一匹狼』でも6話を手がけ、そのうち2話連続の最終回『長い夜の果てに 前編・後編』（監督小西通雄、1968年7月2日・9日放映）を任され、山崎充朗と共同脚本を手がけた。1968年（昭和43年）2月9日に公開された深作欣二監督の『博徒解散式』の脚本を神波史男と共同で執筆して以降、連続的に深作あるいは降旗康男の劇場用映画作品に起用される。
同日に公開された斎藤武市監督の『藤田五郎の姐御』 （製作・配給日活）の脚本にクレジットされている青山剛も長田の筆名であり、同年内に斉藤監督の2作に対し、同名義で脚本を提供している。明けて1970年（昭和45年）2月21日に公開された東映の『任侠興亡史 組長と代貸』（監督降旗康男）では、笠原和夫と共同脚本を執筆している。。これを最後に、東映を退社する。以降、フリーランスの脚本家として、劇場用映画、テレビ映画の脚本を執筆する。
1973年（昭和48年）12月1日に公開された初期の代表作『修羅雪姫』（監督藤田敏八）では、主演の梶芽衣子が歌う挿入歌『ほおやれほ…』の作詞・作曲を手がけた。1974年（昭和49年）、自らの脚本作『ナンバーテン・ブルース さらばサイゴン』で監督業に進出し、初監督作として撮影に入り、同年から1975年（昭和50年）初頭にかけての約4か月間、ベトナム戦争の戦時下にあるサイゴン（現在のホーチミン市）でのロケーション撮影を敢行する。同作は完成したものの公開されず、長田がそれ以降、映画の演出を手がけることもなかった。1976年（昭和51年）10月16日には日高真也・市川崑と共同脚本による劇映画『犬神家の一族』（監督市川崑）が公開された。
1980年代に入り、『立花登・青春手控え』、『スーパーポリス』等の連続テレビ映画を手がけ、1987年（昭和62年）1月15日に公開された『夜汽車』（監督山下耕作）では松田寛夫と共同で脚本を執筆した。
2012年（平成24年）、かつて1作だけ監督を手がけた映画『ナンバーテン・ブルース さらばサイゴン』のネガ原版フィルムおよび0号プリントが、東京国立近代美術館フィルムセンター（NFC）に寄贈され所蔵されていることを知り、かつて同作に出演した磯村健治と磯村が経営する企業「プレサリオ」の協力を得て、修復とデジタル編集を行ない、同年10月に「99分」の新版を完成させた。同作は、2014年（平成26年）4月26日に公開された。

## フィルモグラフィ
監督・脚本・脚色等のクレジットおよび別名義については、公開年月日の右側に付した（特筆のないものはすべて脚本）。東京国立近代美術館フィルムセンター（NFC）等の所蔵状況についても記す。

### 1960年代
- 『地獄の掟に明日はない』 : 監督降旗康男、製作東映東京撮影所、配給東映、1966年10月30日公開 - 高岩肇と共同脚本
- 『キャプテンウルトラ』 : 連続テレビ映画
  - 第2話『宇宙ステーション危機一発 怪星ロケットギンダーあらわる』 : 監督佐藤肇、1967年4月23日放映
  - 第4話『原始怪獣ブルコングあらわる』 : 監督加島昭、1967年5月7日放映
  - 第7話『原始怪獣ブルコングの逆襲』 : 監督山田稔、1967年5月28日放映
  - 第11話『四次元衛星ノズラーあらわる』 : 監督田口勝彦、1967年6月25日放映
  - 第15話『コメット怪獣ジャイアンあらわる』 : 監督竹本弘一、1967年7月23日放映 - 山崎充朗と共同脚本
  - 第18話『ゆうれい怪獣キュドラあらわる』 : 監督富田義治、1967年8月13日放映
- 『キャプテンウルトラ』 : 監督竹本弘一・佐藤肇、製作TBS・東映、配給東映、1967年7月21日公開 - 高久進と共同脚本
- 『ローンウルフ 一匹狼』 : 連続テレビ映画
  - 第8話『傷だらけの報酬』 : 監督佐藤肇、1967年12月5日放映
  - 第26話『その影を撃て』 : 監督館野彰、1968年4月9日放映 - 館野彰と共同脚本
  - 第31話『恐怖のめぐり逢い』 : 監督小西通雄、1968年5月14日放映 - 山崎充朗と共同脚本
  - 第33話『地獄への片道切符』 : 監督加島昭、1968年5月28日放映 - 山崎充朗と共同脚本
  - 第38話『長い夜の果てに 前編』 : 監督小西通雄、1968年7月2日放映 - 山崎充朗と共同脚本
  - 第39話『長い夜の果てに 後編』 : 監督小西通雄、1968年7月9日放映 - 山崎充朗と共同脚本
- 『博徒解散式』 : 監督深作欣二、製作東映東京撮影所、配給東映、1968年2月9日公開 - 神波史男と共同脚本、90分の上映用プリントをNFC所蔵[5]
- 『キイハンター』 : 1968年4月6日 - 1973年4月7日放映（連続テレビ映画）
- 『日本剣客伝』 : 連続テレビ映画
  - 第7話『針谷夕雲』 : 監督山田達雄、1968年9月18日-同年10月2日放映 - 小野竜之助・大原清秀と共同脚本
- 『恐喝こそわが人生』 : 監督深作欣二、製作松竹大船撮影所、配給松竹、1968年10月26日公開 - 神波史男・松田寛夫と共同脚本
- 『現代やくざ 与太者仁義』 : 監督降旗康男、製作東映東京撮影所、配給東映、1969年5月31日公開 - 村尾昭と共同脚本、91分の上映用プリントをNFC所蔵[5]
- 『日本暴力団 組長』 : 監督深作欣二、製作東映東京撮影所、配給東映、1969年7月8日公開 - 神波史男・深作欣二と共同脚本、96分の上映用プリントをNFC所蔵[5]
- 『日本残侠伝』 : 監督マキノ雅弘、製作・配給日活、1969年8月9日公開 - 「永田俊夫」名義
- 『藤田五郎の姐御』 : 監督斎藤武市、製作・配給日活、1969年8月9日公開 - 「青山剛」名義
- 『朱鞘仁義 鉄火みだれ桜』 : 監督斎藤武市、製作・配給日活、1969年11月22日公開 - 「青山剛」名義
- 『昭和残侠伝 人斬り唐獅子』 : 監督山下耕作、製作東映東京撮影所、配給東映、1969年11月28日公開 - 神波史男と共同脚本
- 『朱鞘仁義 お命頂戴』 : 監督斎藤武市、製作・配給日活、1969年12月17日公開 - 「青山剛」名義

### 1970年代
- 『任侠興亡史 組長と代貸』 : 監督降旗康男、製作東映東京撮影所、配給東映、1970年2月21日公開 - 笠原和夫と共同脚本
- 『ゴールドアイ』 : 連続テレビ映画
  - 第11話『現金輸送車強奪』 : 監督不明、1970年4月24日放映
- 『反逆の報酬』 : 監督沢田幸弘、製作東宝・石原プロモーション、配給東宝、1973年2月17日公開 - 永原秀一と共同脚本
- 『軍旗はためく下に』 : 監督深作欣二、製作東宝・新星映画社、配給東宝、1973年5月13日（3月12日[20]）公開 - 新藤兼人・深作欣二と共同脚本、96分の上映用プリントをNFC所蔵[5]
- 『修羅雪姫』 : 監督藤田敏八、製作東京映画、配給東宝、1973年12月1日公開
- 『修羅雪姫 怨み恋歌』 : 監督藤田敏八、製作東京映画、配給東宝、1974年6月15日公開 - 大原清秀と共同脚本
- 『ナンバーテン・ブルース さらばサイゴン』 : 製作網野映画、1975年製作完成・2014年4月26日公開（配給プレサリオ） - 監督・脚本、105分の上映用プリントをNFC所蔵[5]
- 『反逆の旅』 : 監督渡辺祐介、製作松竹大船撮影所、配給松竹、1976年9月4日公開
- 『犬神家の一族』 : 監督市川崑、製作角川春樹事務所、配給東宝、1976年10月16日公開 - 日高真也・市川崑と共同脚本、146分の上映用プリントをNFC所蔵[5]
- 『激殺! 邪道拳』 : 監督野田幸男、製作シネシンク、配給東映、1977年2月11日公開
- 金曜劇場『祭ばやしが聞こえる』 : 1977年10月7日 - 1978年3月31日放映（連続テレビ映画）
- 『銀河テレビ小説』 : 連続テレビ映画
  - 『翔べない夜』 : 1977年11月7日 - 同年12月2日放映
- 『木枯し紋次郎』 : 連続テレビ映画
  - 第8話『念仏は五度まで』 : 監督安田公義、1977年11月23日放映
- 『江戸プロフェッショナル・必殺商売人』 : 連続テレビ映画
  - 第8話『夢売ります手折れ花』 : 監督高坂光幸、1978年4月7日放映
- 『鉄道公安官』 : 連続テレビ映画
  - 第4話『さらば、友よ……』 : 監督松島稔、1979年4月30日放映
  - 第10話『それは車中で起った』 : 監督中津川勲、1979年6月11日放映
  - 第21話『秋芳洞に消えた女』 : 監督中津川勲、1979年9月24日放映
  - 第30話『15歳・悪の罠』 : 監督手銭弘喜、1979年12月10日放映 - 藤中秀紀と共同脚本
  - 第41話『山手線・傷だらけの男を追え!』 : 監督小山幹夫、1980年3月10日放映
- 『七人の刑事』 : 連続テレビ映画
  - 第59話『夜霧に消えた玲子』 : 監督山泉脩、1979年7月20日放映
  - 第61話『弟よおまえを殺す!』 : 監督佐藤虔一、1979年8月17日放映
  - 第69話『さよならやさしい母の国』 : 監督日向宏之、1979年10月19日放映

### 1980年代
- 『立花登・青春手控え』 : 連続テレビ映画
  - 第13話『贈り物』 : 監督松橋隆、1982年7月7日放映
  - 第15話『奈落の夕顔』 : 監督宮沢俊樹、1982年7月21日放映
  - 第21話『影の中の女』 : 監督吉村文孝、1982年9月8日放映
  - 第23話『旅立ち』 : 監督佐藤幹夫、1982年9月29日放映
- 『F2グランプリ』 : 監督小谷承靖、製作東宝映画、配給東宝、1984年4月14日公開
- 『ザ・サスペンス』 : 連続テレビ映画
  - 第126話『戦後最大の殺人鬼・勝田清孝に間違えられた男』 : 監督山泉脩、1984年9月29日放映（最終回）
- 『スーパーポリス』 : 連続テレビ映画、メインライター
  - 第3話『BOM!!女と男とオートバイ』 : 監督小松範任、1985年4月27日放映
  - 第6話『密室 女はそれを?ガマンできない!!』 : 監督下村和夫、1985年5月18日放映
  - 第8話『暗闇でドッキリ 私は見た!』 : 監督瀬川昌治、1985年6月1日放映
  - 第11話『罠 それはキッスで始まった!』 : 監督瀬川昌治、1985年6月22日放映
  - 第14話『黙れ!芸能レポーター殺人事件』 : 監督下村和夫、1985年7月13日放映
- 『夜汽車』 : 監督山下耕作、製作東映京都撮影所、配給東映、1987年1月15日公開 - 松田寛夫と共同脚本、137分の上映用プリントをNFC所蔵[5]
- 『隠密・奥の細道』 : 1988年10月14日 - 1989年3月31日放映（連続テレビ映画）
  - 第7話『仇討無情女の涙』 : 監督小澤啓一
  - 第13話『最上川に泣く迷い姫』 : 監督居川靖彦
  - 第18話『波間に燃えた男唄』 : 監督斎藤光正

### 1990年代以降
- 『未来は僕らの手の中!!』 : 監督・脚本木村啓作、製作日本映画学校、1992年3月20日公開 - 製作総指揮
- 『見ると強くなる 痛快!横綱アニメ ああ播磨灘』 : 1992年4月23日 - 同年10月1日 - 企画・シリーズ監修（連続テレビアニメ映画）
- 『修羅の絆』 : 監督片岡修二、製作ミュージアム、ビデオ映画、2000年6月21日発売
- 『犬神家の一族』 : 監督市川崑、製作角川ヘラルド映画ほか、配給東宝、2006年12月16日公開 - 日高真也・市川崑と共同脚本

## ビブリオグラフィ
国立国会図書館蔵書による長田の論文・掲載シナリオの一覧。
- 『シナリオは何であり得るか』、『月刊シナリオ』第26巻第12号所収、シナリオ作家協会、1970年12月発行
- 『この語り口にリアリズムは存在せず - ミハイル・ロンム「野獣たちのバラード」』、『映画評論』第28巻第7号所収、新映画、1971年7月発行
- 『死んでたまるか、もう一遍』、『月刊シナリオ』第29巻第1号所収、シナリオ作家協会、1973年1月発行
- 『軍旗はためく下に』（新藤兼人・長田紀生・深作欣二）、『年鑑代表シナリオ集 1972年版』、ダヴィッド社、1973年発行
- 『ナンバーテン・ブルース』、『月刊シナリオ』第31巻第11号所収、シナリオ作家協会、1975年11月発行
- 『犬神家の一族』（長田紀生・日高真也・市川崑）、『年鑑代表シナリオ集 1976年版』、ダヴィッド社、1977年5月発行
- 『犬神家の一族』（長田紀生・日高真也・市川崑）、『日本シナリオ大系 第6巻』、映人社、1979年2月発行
- 『「夜汽車」シナリオ創作対談 - シナリオ共作の原点とは…』（松田寛夫・長田紀生）、『月刊シナリオ』第43巻第2号所収、シナリオ作家協会、1987年2月発行
- 『クローズアップ・トーク 56 長田紀生』（長田紀生・桂千穂）、『月刊シナリオ』第50巻第3号所収、シナリオ作家協会、1994年3月発行
- 『追悼・藤田敏八』、『月刊シナリオ』第53巻第11号所収、シナリオ作家協会、1997年11月発行 - 藤田敏八追悼文
- 『追悼・神波史男 さあ、仕事ですよ、神波さん!』、『月刊シナリオ』第68巻第7号所収、シナリオ作家協会、2012年7月発行 - 神波史男追悼文